# Hornsröth
Hornsröth ist Gemeindeteil der kreisfreien Stadt Bayreuth im bayerischen Regierungsbezirk Oberfranken. Hornsröth liegt in der Gemarkung Sankt Johannis.

## Geografie
Die ehemalige Einöde ist mittlerweile Haus Nr. 86 der Königsallee (=Kreisstraße BTs 6), die über die Rollwenzelei nach Colmdorf bzw. nach Sankt Johannis verläuft.

## Geschichte
Hornsröth wurde in der ersten Hälfte des 19. Jahrhunderts auf dem Gemeindegebiet von Sankt Johannis gegründet. Am 1. April 1939 wurde Hornsröth nach Bayreuth eingemeindet.

### Einwohnerentwicklung
| Jahr      | 001861 | 001871 | 001885 | 001900 | 001925 | 001950 | 001961 | 001970 | 001987 |
| Einwohner | 9      | 8      | 7      | 6      | 11     | 3      | 2      | *      | *      |
| Häuser    |        |        | 1      | 1      | 1      | 1      | 1      |        | *      |
| Quelle    | [ 8 ]  | [ 9 ]  | [ 10 ] | [ 11 ] | [ 12 ] | [ 13 ] | [ 14 ] | [ 15 ] | [ 16 ] |

## Religion
Hornsröth ist evangelisch-lutherisch geprägt und nach St. Johannis gepfarrt.